# صلاح أبو وردة
صلاح إحسان محمد أبو وردة (أبو هاجم؛ وُلد في 25 فبراير 1964 في جباليا) سياسي وعسكري فلسطيني برتبة لواء وأحد أعضاء حركة فتح. كان بين عامي 2014 و2023 محافظًا لمحافظة شمال غزة. كان يعمل سابقًا في حرس الرئاسة الفلسطينية.

## أوسمة
في 17 أغسطس 2023، منحه الرئيس محمود عباس نجمة الاستحقاق من وسام دولة فلسطين.